# Małgorzata Góralska
Małgorzata Anna Góralska – polska bibliolog, dr hab. nauk humanistycznych, adiunkt Instytutu Informacji Naukowej i Bibliotekoznawstwa Wydziału Filologicznego Uniwersytetu Wrocławskiego.

## Życiorys
4 lipca 2000 obroniła pracę doktorską Dziedzictwo i przyszłość książki. Wybrane problemy elektronicznych form komunikacji piśmiennej, pisaną pod kierunkiem Krzysztofa Migonia. 24 czerwca 2014 habilitowała się na podstawie pracy zatytułowanej Piśmienność i rewolucja cyfrowa. Jest zatrudniona na stanowisku adiunkta w  Instytucie Informacji Naukowej i Bibliotekoznawstwa na Wydziale Filologicznym Uniwersytetu Wrocławskiego.